# Црква Светог Арханђела Гаврила у Аранђеловцу
Црква Светог Арханђела Гаврила у Аранђеловцу, позната као и Врбичка црква, подигнута је 1862. године, по одлуци кнеза Милоша Обреновића и представља непокретно културно добро као споменик културе.

## Историјат
Указом од 8. марта 1837. године кнез Милош Обреновић налаже ушоравање шумадијског села Врбица, од којег 1840. године настаје паланка Врбица. Потом, 1859. године, за време друге Милошеве владавине, кнез одлучује да у том месту изгради цркву и да је посвети Светом Архангелу Гаврилу, по чијем имену 1. августа 1859. године варошица Врбица добија нови назив – Аранђеловац. Избор Светог Архангела Гаврила за патрона ове цркве протумачен је као кајање због убиства Карађорђа, које се догодило баш између 12. и 13. јула по јулијанском календару, што је дан прослављања Сабора Светог Архангела Гаврила.
Претпоставља се да је пословима око изградње храма у Аранђеловцу руководио неимар Настас Ђорђевић из Охрида а да је план цркве израђен у Министарству унутрашњих дела. Камен за изградњу цркве је донет са оближњег брда Кљештевице. Радови су почели у мају 1860. године и то на брду Поровац које се налазило непосредно изнад ондашњег центра варошице. У септембру исте године умро је кнез Милош па је бригу око изградње цркве преузео његов син, кнез Михаило. Изградња цркве је завршена 1862. године.
За време Првог светског рата, након одступања наше војске, аустроугарски војници су са цркве скинули сва три звона и однели су многе богослужбене предмете. У Другом светском рату, 1944. године црквена канцеларија је била демолирана и запаљена и тада је изгорео летопис и много докумената из црквене архиве.

## Архитектура
Црква представља једнобродну грађевину са три апсиде и звоником на западној страни. Сазидана је опеком, споља обложена правоугаоним каменим блоковима, унутра малтерисана и без живописа, са вредним иконостасом у класицистичком стилу. Изради иконостаса посвећена је посебна пажња, и он представља један од првих самосталних радова Николе Марковића, постављен 1863. године. Припада сведеном типу и инспирисан је иконостасом Саборне цркве у Београду. Иконостас је осликао знаменити сликар Никола Марковић, 1863. године.